# Australie-Écosse en rugby à XV
Cet article présente l'historique des confrontations entre l'équipe d'Australie et l'équipe d'Écosse en rugby à XV. Les deux équipes se sont affrontées à trente trois reprises, dont deux fois en Coupe du monde. Les Australiens ont remporté vingt-deux rencontres contre douze pour les Écossais.

## Historique
Après sept victoires au cours des neuf premiers matchs, les Écossais encaissent 16 défaites consécutives. L'Écosse ne refait connaissance avec la victoire qu'en 2009, au cours d'un match très serré remporté 9 à 8.

## Confrontations

### Confrontations officielles
| No | Date             | Lieu                                           | Match              | Score   | Compétition                      |
| -- | ---------------- | ---------------------------------------------- | ------------------ | ------- | -------------------------------- |
| 1  | 22 novembre 1947 | Murrayfield Stadium, Édimbourg — Écosse        | Écosse – Australie | 7 – 16  | Test match                       |
| 2  | 15 février 1958  | Murrayfield Stadium, Édimbourg — Écosse        | Écosse – Australie | 12 – 8  | Test match                       |
| 3  | 17 décembre 1966 | Murrayfield Stadium, Édimbourg — Écosse        | Écosse – Australie | 11 – 5  | Test match                       |
| 4  | 2 novembre 1968  | Murrayfield Stadium, Édimbourg — Écosse        | Écosse – Australie | 9 – 3   | Test match                       |
| 5  | 6 juin 1970      | Sydney Cricket Ground, Sydney — Australie      | Australie – Écosse | 23 – 3  | Test match                       |
| 6  | 6 décembre 1975  | Murrayfield Stadium, Édimbourg — Écosse        | Écosse – Australie | 10 – 3  | Test match                       |
| 7  | 19 décembre 1981 | Murrayfield Stadium, Édimbourg — Écosse        | Écosse – Australie | 24 – 15 | Test match                       |
| 8  | 4 juillet 1982   | Ballymore Stadium, Brisbane — Australie        | Australie – Écosse | 7 – 12  | Test match                       |
| 9  | 10 juillet 1982  | Sydney Cricket Ground, Sydney — Australie      | Australie – Écosse | 33 – 9  | Test match                       |
| 10 | 8 décembre 1984  | Murrayfield Stadium, Édimbourg — Écosse        | Écosse – Australie | 12 – 37 | Test match                       |
| 11 | 19 novembre 1988 | Murrayfield Stadium, Édimbourg — Écosse        | Écosse – Australie | 13 – 32 | Test match                       |
| 12 | 13 juin 1992     | Sydney Football Stadium, Sydney — Australie    | Australie – Écosse | 27 – 12 | Test match                       |
| 13 | 21 juin 1992     | Ballymore Stadium, Brisbane — Australie        | Australie – Écosse | 37 – 13 | Test match                       |
| 14 | 9 novembre 1996  | Murrayfield Stadium, Édimbourg — Écosse        | Écosse – Australie | 19 – 29 | Test match                       |
| 15 | 22 novembre 1997 | Murrayfield Stadium, Édimbourg — Écosse        | Écosse – Australie | 8 – 37  | Test match                       |
| 16 | 13 juin 1998     | Sydney Football Stadium, Sydney — Australie    | Australie – Écosse | 45 – 3  | Test match                       |
| 17 | 20 juin 1998     | Ballymore Stadium, Brisbane — Australie        | Australie – Écosse | 33 – 11 | Test match                       |
| 18 | 11 novembre 2000 | Murrayfield Stadium, Édimbourg — Écosse        | Écosse – Australie | 9 – 30  | Test match                       |
| 19 | 8 novembre 2003  | Suncorp Stadium, Brisbane — Australie          | Australie – Écosse | 33 – 16 | Coupe du monde (quart de finale) |
| 20 | 13 juin 2004     | Docklands Stadium, Melbourne — Australie       | Australie – Écosse | 35 – 15 | Test match                       |
| 21 | 19 juin 2004     | Stadium Australia, Sydney — Australie          | Australie – Écosse | 34 – 13 | Test match                       |
| 22 | 6 novembre 2004  | Murrayfield Stadium, Édimbourg — Écosse        | Écosse – Australie | 14 – 31 | Test match                       |
| 23 | 20 novembre 2004 | Hampden Park, Glasgow — Écosse                 | Écosse – Australie | 17 – 31 | Test match                       |
| 24 | 25 novembre 2006 | Murrayfield Stadium, Édimbourg — Écosse        | Écosse – Australie | 15 – 44 | Test match                       |
| 25 | 21 novembre 2009 | Murrayfield Stadium, Édimbourg — Écosse        | Écosse – Australie | 9 – 8   | Test match                       |
| 26 | 5 juin 2012      | EnergyAustralia Stadium, Newcastle — Australie | Australie – Écosse | 6 – 9   | Test match                       |
| 27 | 23 novembre 2013 | Murrayfield Stadium, Édimbourg — Écosse        | Écosse – Australie | 15 – 21 | Test match                       |
| 28 | 18 octobre 2015  | Stade de Twickenham, Londres — Angleterre      | Australie – Écosse | 35 – 34 | Coupe du monde (quart de finale) |
| 29 | 12 novembre 2016 | Murrayfield Stadium, Édimbourg — Écosse        | Écosse – Australie | 22 – 23 | Test match                       |
| 30 | 17 juin 2017     | Sydney football Stadium, Sydney — Australie    | Australie – Écosse | 19 – 24 | Test match                       |
| 31 | 25 novembre 2017 | Murrayfield Stadium, Édimbourg — Écosse        | Écosse – Australie | 53 – 24 | Test match                       |
| 32 | 7 novembre 2021  | Murrayfield Stadium, Édimbourg — Écosse        | Écosse – Australie | 15 – 13 | Test match                       |
| 33 | 29 octobre 2022  | Murrayfield Stadium, Édimbourg — Écosse        | Écosse – Australie | 15 – 16 | Test match                       |
| 34 | 24 novembre 2024 | Murrayfield Stadium, Édimbourg — Écosse        | Écosse – Australie | 27 – 13 | Test match                       |

### Confrontations non-officielles
| No | Date             | Lieu                                    | Match                           | Score  | Compétition |
| -- | ---------------- | --------------------------------------- | ------------------------------- | ------ | ----------- |
| -  | 25 novembre 1927 | Murrayfield Stadium, Édimbourg — Écosse | Écosse – Nouvelle-Galles du Sud | 10 – 8 | Test match  |